# Martinópolis (ort)
Martinópolis är en ort i Brasilien.   Den ligger i kommunen Martinópolis och delstaten São Paulo, i den södra delen av landet, 800 km söder om huvudstaden Brasília. Martinópolis ligger 501 meter över havet och antalet invånare är 18 488.
Terrängen runt Martinópolis är huvudsakligen platt. Martinópolis ligger uppe på en höjd. Martinópolis är det största samhället i trakten.
Trakten runt Martinópolis består i huvudsak av gräsmarker. Runt Martinópolis är det ganska glesbefolkat, med 22 invånare per kvadratkilometer.